# Topsy Ojo
Temitope Oluwadamilola Ojo, detto Topsy (Londra, 28 luglio 1985), è un ex rugbista a 15 britannico che giocava nel ruolo di tre quarti ala. A livello internazionale ottenne due presenze con l'Inghilterra.

## Biografia
Ojo è nato nel quartiere londinese di Tottenham da genitori nigeriani, Akin, di professione chirurgo, e Bola. Iniziò a giocare a rugby a 11 anni e divenne subito il capitano della sua squadra; più avanti, rappresentò il Kent a livello scolastico U-16 e U-18.
Nel 2003, a 18 anni, entrò nelle giovanili dei London Irish e due anni dopo, nel settembre 2005, debuttò in prima squadra, in un match contro Bristol.
Dal 2003 in avanti ha fatto parte delle selezioni inglesi U-19 e U-21.
Nel 2007 esordì negli England Saxons nella Churchill Cup contro gli Stati Uniti e, sempre con la stessa selezione, prese parte al Sei Nazioni 2008 di categoria: esordì nella competizione a Ragusa contro l'Italia A.
Il 12 maggio 2008 Ojo fu convocato per la Nazionale maggiore per il tour in Nuova Zelanda, nel corso del quale debuttò ufficialmente contro gli All Blacks il successivo 21 giugno; nel corso di tale tour Ojo fu implicato in una vicenda extrasportiva: insieme ad altri tre compagni di squadra (Mike Brown, David Strettle e Danny Care) Ojo fu indagato dalla polizia neozelandese per un sospetto caso di stupro: fu invece accertato che Ojo e Care si intrattennero in una stanza d'albergo di Auckland producendosi in un threesome con una lap-dancer diciottenne, la quale dichiarò essersi trattato di sesso consensuale; successivamente Ojo ricevette la deplorazione dalla Federazione e una multa di 500 sterline per comportamento disdicevole; da tale tour, comunque, Ojo non ha più ricevuto convocazioni per la Nazionale.